# Egeide
Egeide (in greco antico: Αἰγηίς?, Aigeís) era la seconda delle dieci tribù di Atene istituite dalla riforma di Clistene, avente come eroe eponimo il leggendario re di Atene Egeo.

## Demi
La tribù Egeide comprendeva, come le altre, una trittia della Mesogea, una della Paralia e una dell'asty, alle quali inizialmente appartenevano 8, 5 e 8 demi, aventi rispettivamente 25, 14 e 11 buleuti, per un totale di 21 demi e 50 buleuti.
I demi calarono a 17 nel 307 a.C. e a 16 nel 224 a.C., risalirono a 20 per qualche mese nel 201 a.C., scendendo subito dopo a 19, e infine divennero 18 nel 126. Si notano molte variazioni nelle quote di buleuti assegnate alla tribù Egeide, segno forse del fatto che a volte i demi più piccoli non erano in grado di fornire il numero richiesto e quindi la loro quota veniva assorbita dai demi più grandi. Questo è l'elenco:

### Trittia della Mesogea
- Erchia
- Gargetto (dal 307 a.C. Antigonide, dal 201 a.C. di nuovo Egeide)
- Icario (dal 307 a.C. Antigonide, nel 201 a.C. qualche mese nell'Egeide, dal 201 a.C. Attalide)
- Ionide
- Cidantide (dal 224 a.C. Tolemaide)
- Mirrinutta
- Plotia
- Titra

### Trittia della Paralia
- Ale Arafenide
- Arafene
- Otrine
- Fegea (dal 126 Adrianide)
- Filaide

### Trittia dell'asty
- Ancile superiore (dal 307 a.C. Antigonide, dal 201 a.C. di nuovo Egeide)
- Ancile inferiore
- Bate
- Diomea (dal 307 a.C. Demetriade, dal 201 a.C. di nuovo Egeide)
- Ericea
- Estiea
- Collito
- Colono